# Communauté de communes du pays de Longuyon
La communauté de communes du Pays de Longuyon (CCPL) est une ancienne communauté de communes française, qui était située dans le département de Meurthe-et-Moselle en Lorraine.
Elle a fusionné le 1er janvier 2014 avec la « Communauté de communes des Deux Rivières » pour donner la « Communauté de communes du Longuyonnais ».

## Composition
La communauté de communes était composée des 11 communes suivantes :
- Longuyon (siège)
- Allondrelle-la-Malmaison
- Charency-Vezin
- Colmey
- Épiez-sur-Chiers
- Grand-Failly
- Othe
- Petit-Failly
- Saint-Jean-lès-Longuyon
- Villers-le-Rond
- Villette

## Administration

### Présidents
| Période                                  | Période          | Identité      | Étiquette | Qualité                         |
| ---------------------------------------- | ---------------- | ------------- | --------- | ------------------------------- |
| Les données manquantes sont à compléter. |                  |               |           |                                 |
|                                          | 1er janvier 2014 | Pierre Mersch |           | Maire de Longuyon (depuis 1977) |